# Krajot

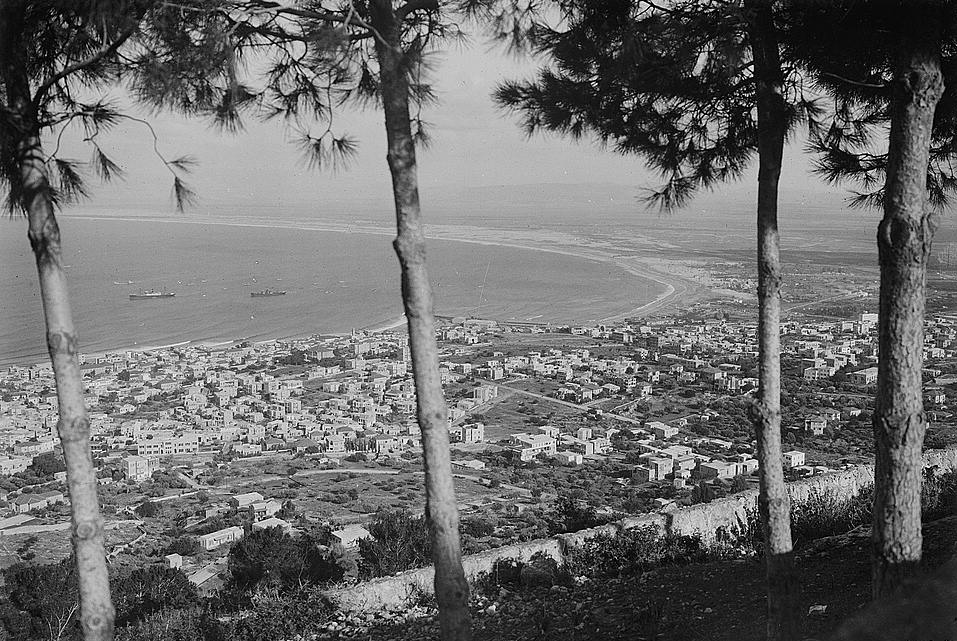
Pohled z Haify na Haifský záliv před zahájením výstavy Krajot

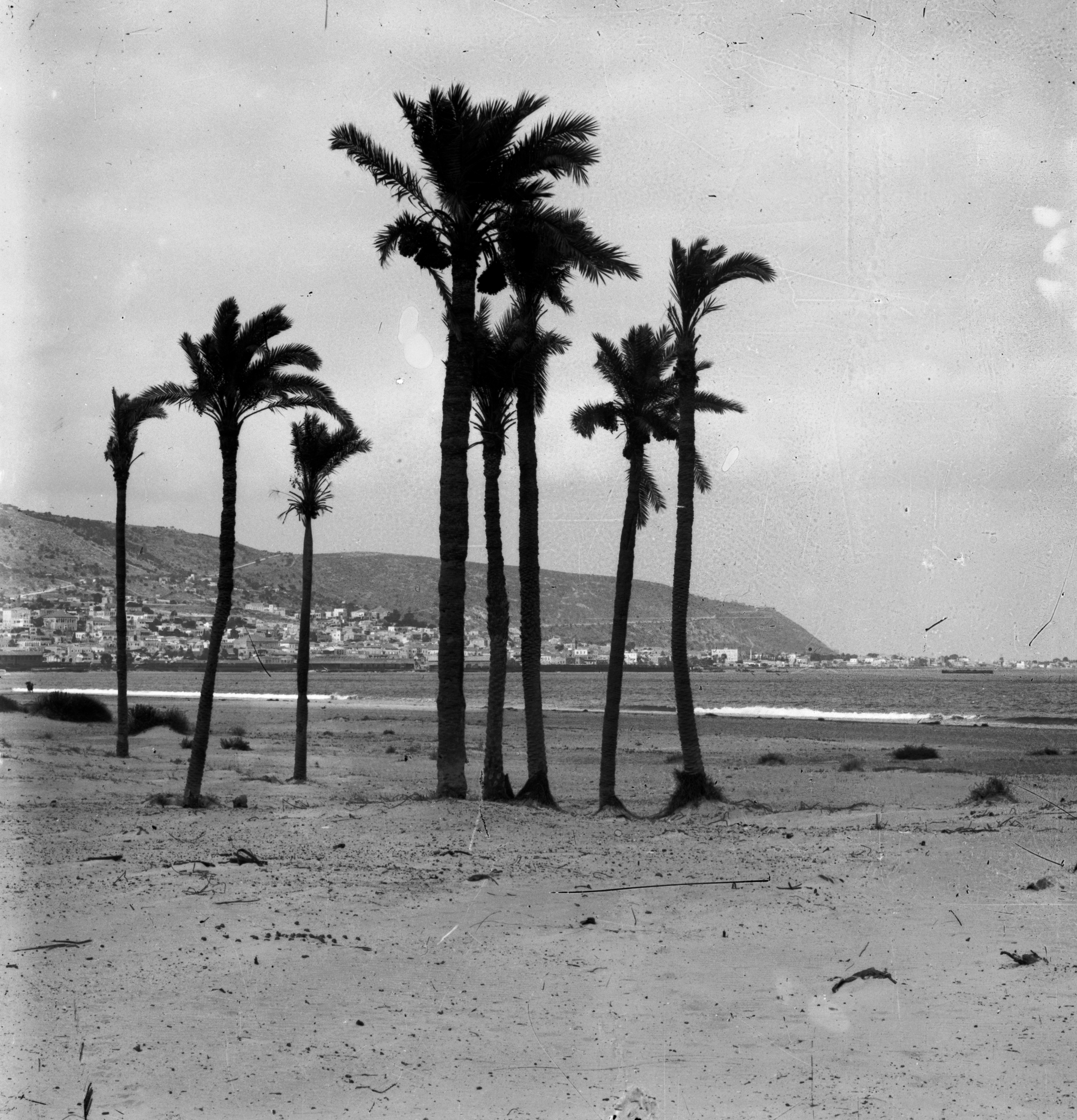
Původní písečné duny na pobřeží Haifského zálivu počátkem 20. století

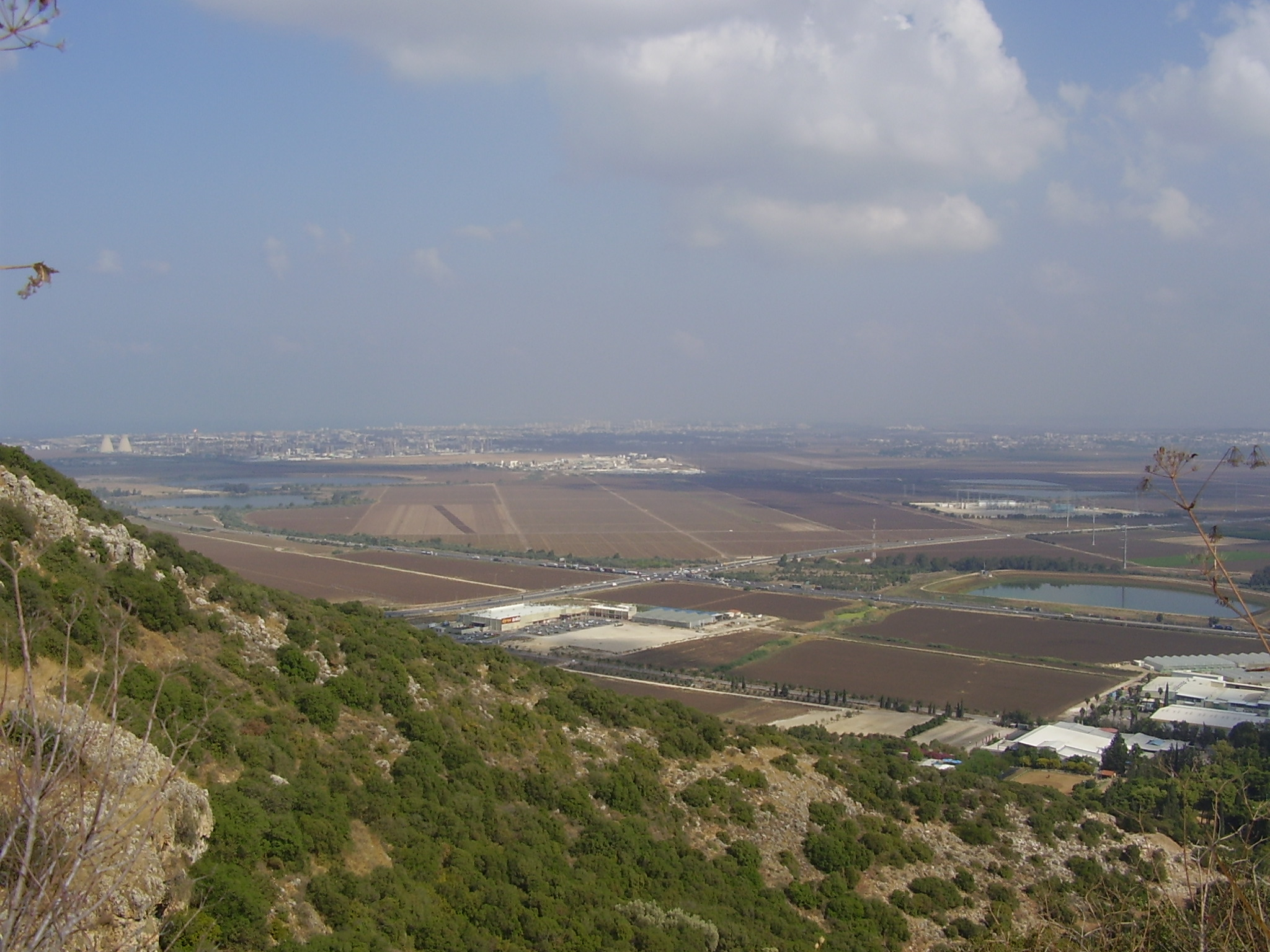
Zevulunské údolí, v pozadí pás Krajot

Krajot nebo Kerajot (hebrejsky קְּרָיוֹת‎, krajot, doslova „Města“, anglicky: Krayot nebo Kerayot) je konurbace městských sídel v Izraeli, v Haifském distriktu, která sama tvoří součást aglomerace města Haifa (byť většina z nich není administrativní součástí Haify).
Jednotlivá města počítaná do Krajot mají ve svém názvu obsaženo slovo Kirja – tedy „město“. Všechna leží v nadmořské výšce do 10 m v nížinaté rovině poblíž břehu Haifského zálivu na okraji Zevulunského údolí, východně a severovýchodně od centra Haify. Hlavní dopravní osou těchto měst je Dálnice číslo 4. Oblast je zároveň napojena na železniční trať z Haify do Naharije. Populace těchto měst je v naprosté většině židovská, bez výraznějšího arabského prvku.

## Dějiny

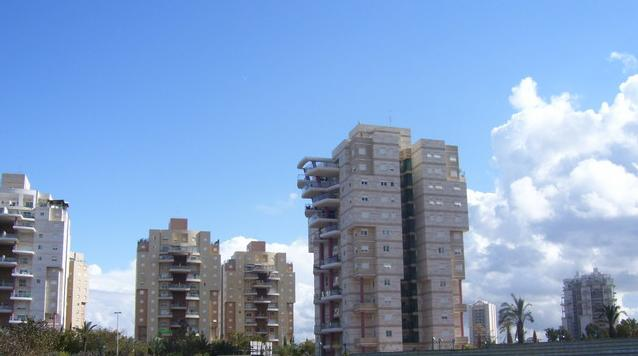
Nová zástavba v Kirjat Jam

Shluk satelitních sídel v Haifském zálivu začal vznikat ve 20. letech 20. století. Roku 1925 byla založena nynější Kirjat Ata (byť původně jako menší sídlo zemědělského typu).
K významné pozemkové transakci došlo roku 1928, kdy do židovského vlastnictví přešel pás pozemků při pobřeží Haifského zálivu. sionističtí předáci to využili k vytvoření jednoho z prvních komplexně řešených územních plánů v tehdejší britské Palestině. Na jeho zpracování se podílel britský architekt a urbanista Patrick Abercrombie. Podle tohoto plánu byla na jižní straně řešeného území, při ústí řeky Kišon, navrhována průmyslová zóna. Dál k severu se počítalo s obytnými čtvrtěmi a na severu měl být zachován pás zemědělsky využívané krajiny. Tento plán pak byl ve 30. letech 20. století realizován.
Roku 1934 založili němečtí židovští přistěhovalci Kirjat Bialik (od počátku plánován jako spíše městské rezidenční sídlo). Téhož roku také v jeho sousedství vznikl Kirjat Mockin. Roku 1945 pak přibyl Kirjat Jam. Už předtím v roce 1933 také vznikl Kirjat Chajim. Ten ale byl později přímo připojen k Haifě, společně se sousední čtvrtí Kirjat Šmuel. Původní záměr byl usídlit v těchto nových městech zaměstnance průmyslových podniků, zejména rafinérie a dalších továren v ústí řeky Kišon. Zástavba spočívala individuálních domcích nebo dvojdomcích, ale velmi rychle se proměnila na hustou městskou zástavbu a Krajot začala lákat i jiné společenské vrstvy. Po roce 1948 prožila tato města výrazný populační nárůst a postupně utvořila zcela souvislý sídelní pás, s výjimkou Kirjat Ata, které leží o něco dále k východu, již mimo vlastní pobřeží Haifského zálivu.
V roce 2003, v souvislosti s reformou správy a samosprávy, se v Knesetu projednával návrh zákona o slučování některých obcí. V podkladech se zmiňovala i možnost sloučit města Kirjat Mockin, Kirjat Jam a Kirjat Bialik do jedné obce, ke které by se ještě připojily čtvrtě Haify Kirjat Chajim a Kirjat Šmuel, čímž by vzniklo město s téměř 150 000 obyvateli. Návrh ale v tomto případě nebyl realizován. Znovu se o něm začalo mluvit v roce 2008, kdy s ním přišel ministr vnitra Meir Šítrit. Tehdy se navrhovalo sloučení Kirjat Mockin a Kirjat Bialik.

## Demografie

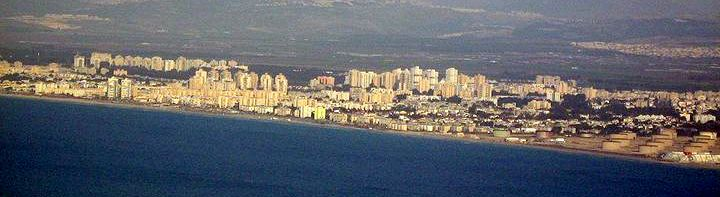
Pohled na Krajot z vyvýšených centrálních částí Haify

V Krajot žilo počátkem 21. století téměř 200 000 obyvatel, z toho (k 30. červnu 2009) 162 600 v samostatných městech. Populační růst jednotlivých součástí konurbace je nízký vzhledem k vyčerpání většiny volných rozvojových území. Přesto se počítá s dalším nárůstem. Například Kirjat Bialik plánuje do roku 2015 zvýšit populaci na 80 000. Kirjat Ata má výhledově dosáhnout hranice 100 000 obyvatel. Haifská čtvrť Kirjat Šmuel zase procházela po roce 2005 výraznou stavební proměnou, v jejímž rámci se předpokládal růst populace o 1500 obyvatel.
| Rok            | Kirjat Ata | Kirjat Bialik | Kirjat Jam | Kirjat Mockin | celkem  |
| -------------- | ---------- | ------------- | ---------- | ------------- | ------- |
| Počet obyvatel | 50 100     | 36 300        | 36 500     | 39 700        | 162 600 |

| Rok            | Kirjat Chajim | Kirjat Šmuel | celkem |
| -------------- | ------------- | ------------ | ------ |
| Počet obyvatel | 28 500        | 5 000        | 33 500 |